# بسمان
بسمان إحدى مناطق أمانة عمان الكبرى التي تُشكّل لواء ماركا التابع لمحافظة العاصمة في المملكة الأردنية الهاشمية، تقع في الجزء الشمالي الشرقي من وسط المدينة، وتَتكوّن من عدّة أحياء وتجمعات سكنية ويبلغ عددها (7) أحياء، وتبلغ مساحتها (13.4) كم2.
يُقدّر عدد سكان منطقة بسمان في عام 2024 بحوالي 373,981 نسمة وتحد منطقة بسمان من الجهة الشمالية منطقة طارق ومن الجهة الشرقية منطقة ماركا و يفصلها عنها شارع الجيش، ويحدها من الجهة الغربية منطقة العبدلي، ومن الجهة الجنوبية منطقتي العبدلي والمدينة، كما تعتبر منطقة بسمان من المناطق السبعة القديمة التي كانت تتكون منها أمانة عمّان العاصمة، وبعد ضمّ المناطق العشرين لأمانة عمان الكبرى أصبحت المنطقة الثانية في الأمانة، وهي أكثر مناطق أمانة عمّان اكتظاظاً بالسكان، ويغلب على المنطقة الطابع الشّعبي، ويظهر ذلك جليًا من خلال النمط العمراني، لا يوجد فيها أيّة نشاط صناعي؛ لوجودها في موقع متوسط من العاصمة عمّان.

## التضاريس
منطقة بسمان منطقة جبلية، إذ ترتفع عن العاصمة بجبالها، مبتدئةً من جبل القصور، وجبل الهاشمي الشمالي، وجبل النزهة، وتعتبر مرتفعةً، متميزةً بذلك عن باقي مناطق الأمانة.
الطقس في منطقة بسمان معتدلٌ بشكلٍ عامٍ، ترتفع درجات الحرارة صيفًا، وتصل أعلى مستوياتها في منتصف آب/ أغسطس، فقد تصل في بعض الأحيان إلى منتصف الثلاثينات مئويةً. وتنخفض الحرارة شتاءً لتصل في كانون الثاني/ يناير أحيانًا إلى الصفر أو ما دونه، حيث يتسبب ذلك بتساقط الثلوج. ويعتدل المناخ في فصلي الربيع والخريف.
أما بالنّسبة لمعدلات الأمطار فتكون معدومةً في بعض الأشهر، مثل حزيران وتموز وآب. بينما تكون في أعلى معدلاتها في شهري كانون الثاني وشباط، إذ يُمكن أن يصل مستواها إلى أكثر من 170 ميليمترًا.

## معالم
قصر النويجيس (حي الرواق، ضاحية الأقصى، شارع الأمير حمزة)

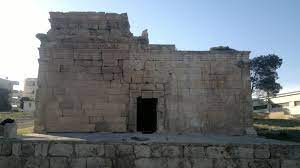
قصر نواجيس

مبنى مربع الشكل يبلغ عرضه 12 مترا و يبلغ طوله 12 متر وارتفاعه قرابة 8 امتار ، له مدخل من الجهة الشرقية، ومكوّن من حجارة ذات حجمٍ كبير، نوعاً ما، تزين جدرانه في الجهات العلوية نقوشٌ ورسومات، وأشكالٌ متنوعـةٌ، وكانت تعلوه قبـةٌ ترتفع على أقواس، ويُذكر أنه كان ضريحاً لإحدى العائلات الغنية الرومانية، ويعود بناءه إلى القرن الثاني أو الثالث الميلاد، ويقع هذا البناء على طريق عمان ـ طبربور ـ الزرقاء، في جهته الجنوبية، وعلى بعد 100 م تقريبًا.